# ウラル自動車工場
公共株式会社ウラル自動車工場（ウラルじどうしゃこうじょう、英: Ural Automotive Plant、露: Ура́льский автомоби́льный заво́д）は、ロシア連邦チェリャビンスク州ミアス市に本社を置く、主に大型トラックの製造、販売を手掛ける自動車メーカーである。略称はUralAZ（露: УралАЗ）。
ソ連国家防衛委員会により設立。1991年まではソ連自動車工業省内の国営企業であった。2001年に完全民営化となり、ルスプロマフト機械製造持株会社の一部となった。なお、ウクライナ侵攻により、同工場はEU諸国、カナダ、アメリカ合衆国、日本国、スイス連邦から制裁を受けている。

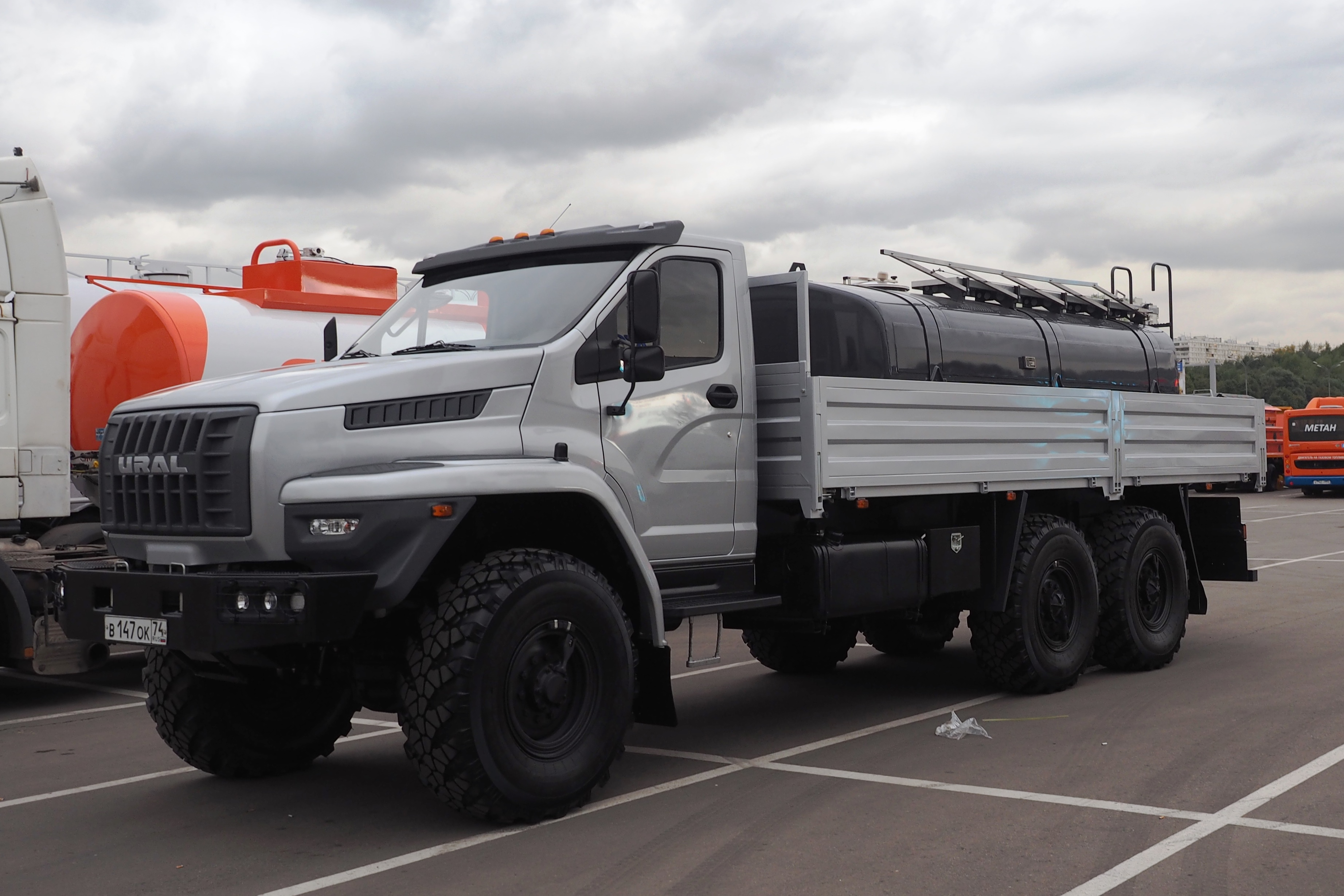
ウラル・ネクスト大型トラック

## 生産車種
- ウラル-375
- ウラル-375D
- ウラル-4320
- ウラル-4320-3951-58 CMU
- ウラル-4320-3111-78
- ウラル-4320-3951-58
- ウラル-5323
- ウラル タイフーン（英語版、ロシア語版） - タイフーン装輪装甲車シリーズの車種。対地雷防御力の高いMRAP系の装甲兵員輸送車である。